# Justitiarie
Justitiarie (från medeltidslatin justitiarius som betyder "den som förvaltar rätten") är en föråldrad svensk titel på borgmästaren i mindre städer, men användes även som titel för domare eller ledamot av vissa domstolar, som amiralitetsrätten och krigshovrätten, för häradshövdingar, men även  på de som skötte styret över den svenska kolonin Saint-Barthélemy. Som titel för borgmästare behölls benämningen längst i Vaxholm.
Under början av 1700-talet fanns en justitiare i Lappland. Underlagmannen Lars Jakobsson Grubb kallades så i lönelistorna från 1694, och hans efterträdare Markus Bostadius hade också titeln formellt. Borgmästaren i Torneå, Carl Sadlin, övertog ämbetet 1714 och innehade det fram till 1742.
Den sista justitiaren på Saint-Barthélemy var Bror Ludvig Ulrich, som bar titeln fram till 1878.